# 梅斯罗普·马什托茨写本研究所
梅斯罗普·马什托茨写本研究所（Mesrop Mashtots'i anvan hin dzeragreri institut），也称亚美尼亚国立写本馆、马捷纳达兰研究所，位于亚美尼亚首都埃里温的一所以亚美尼亚文字创造者梅斯罗普·马什托茨名字命名的古代写本储存库、 科学研究所及博物馆。它是世界上拥有最丰富的中世纪手抄本和书籍的储存库之一，其收藏神学、哲学、史学、医学、文学和宇宙学等多个领域的亚美尼亚语及多种其他语言古籍。

## 历史背景
最早将写本馆称为“马捷纳达兰”的是15世纪历史学家加扎·帕佩齐，他用该词来称呼埃奇米阿津主教座堂一个保存希腊语和亚美尼亚语文本的贮藏室。
在10世纪到15世纪，成千上万的亚美尼亚写本在突厥-蒙古人的入侵中被毁。根据中世纪亚美尼亚历史学家斯捷潘诺斯·奥尔别良称，塞尔柱突厥人在1170焚毁了巴加别尔德上万本亚美尼亚手抄本。1441年，位于原奇里乞亚亚美尼亚王国首都西斯的写本馆的藏书被转移到埃奇米阿津和附近的修道院。由于奥斯曼帝国和俄罗斯帝国对亚美尼亚的反复争夺，埃奇米阿津写本馆曾多次被掠夺，其中最后一次发生于1804年。
东亚美尼亚在十九世纪最终并入俄国为剩余写本的保护提供了稳定的政治环境。因此，“对埃奇米阿津写本馆来说，一个新时代开始了，亚美尼亚的文化工作者更有信心地对新的写本进行收集和整理。”1828年，写本馆的管理者对所藏写本进行编目时仅有1809本，而到了1914年，所藏写本已经增至4660本。在第一次世界大战爆发时，所有写本被送往莫斯科保管，且战争期间一直保存在那里。

## 成立

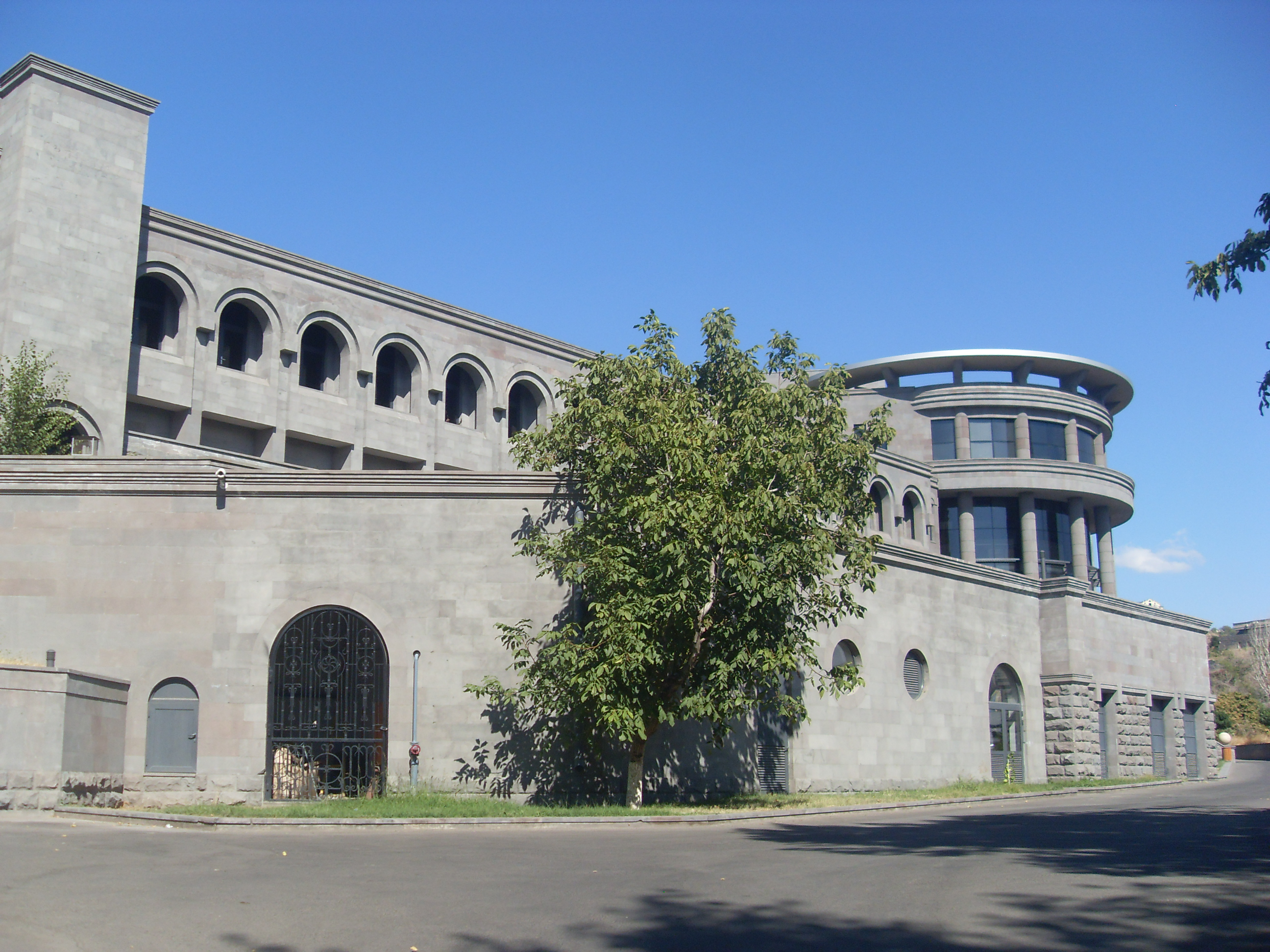
2011年开放的新大楼，由建筑师亚瑟·梅斯强设计

1920年12月17日，亚美尼亚使徒教会埃奇米阿津总部收藏的书籍和写本被布尔什维克没收。1922年3月6日，亚历山大·米亚斯尼基扬颁布了一项法令，一战期间送到莫斯科的写本被送回亚美尼亚。1929年12月17日，这些的藏品与其他文物一起被宣布为国家财产。1939年，它们被转移到埃里温，存储在亚历山大·米亚斯尼基扬国家图书馆。1954年，亚美尼亚学者Levon Khachikyan被任命为写本馆主管。
原写本馆大楼由建筑师Mark Grigoryan设计，坐落在市中心北部的一座小山的脚下，与1945年动工，1957年完工。大楼外部以玄武岩建造，内部以大理石等其他材料建造。1959年3月3日，亚美尼亚政府正式决定将写本馆迁入大楼。1962年，写本馆被冠以亚美尼亚文字创造者圣梅斯罗普·马什托茨的名字。1960年代，大楼外左右两侧立有托罗斯·罗斯林、格里戈尔·塔特瓦齐、阿纳尼亚·希拉卡齐、莫夫谢斯·霍列纳齐、姆希塔尔·戈什和弗里克等亚美尼亚学者的塑像。梅斯罗普·马什托茨与其学生的塑像则被安置在主楼台阶下面。
2009年5月14日，为庆祝写本馆成立五十周年，亚美尼亚政府和宗教官员在写本馆旁举行了研究所奠基仪式。建筑师亚瑟·梅斯强自1980年代末就已开始设计这栋新大楼。2011年，研究所大楼在完工。

## 藏品

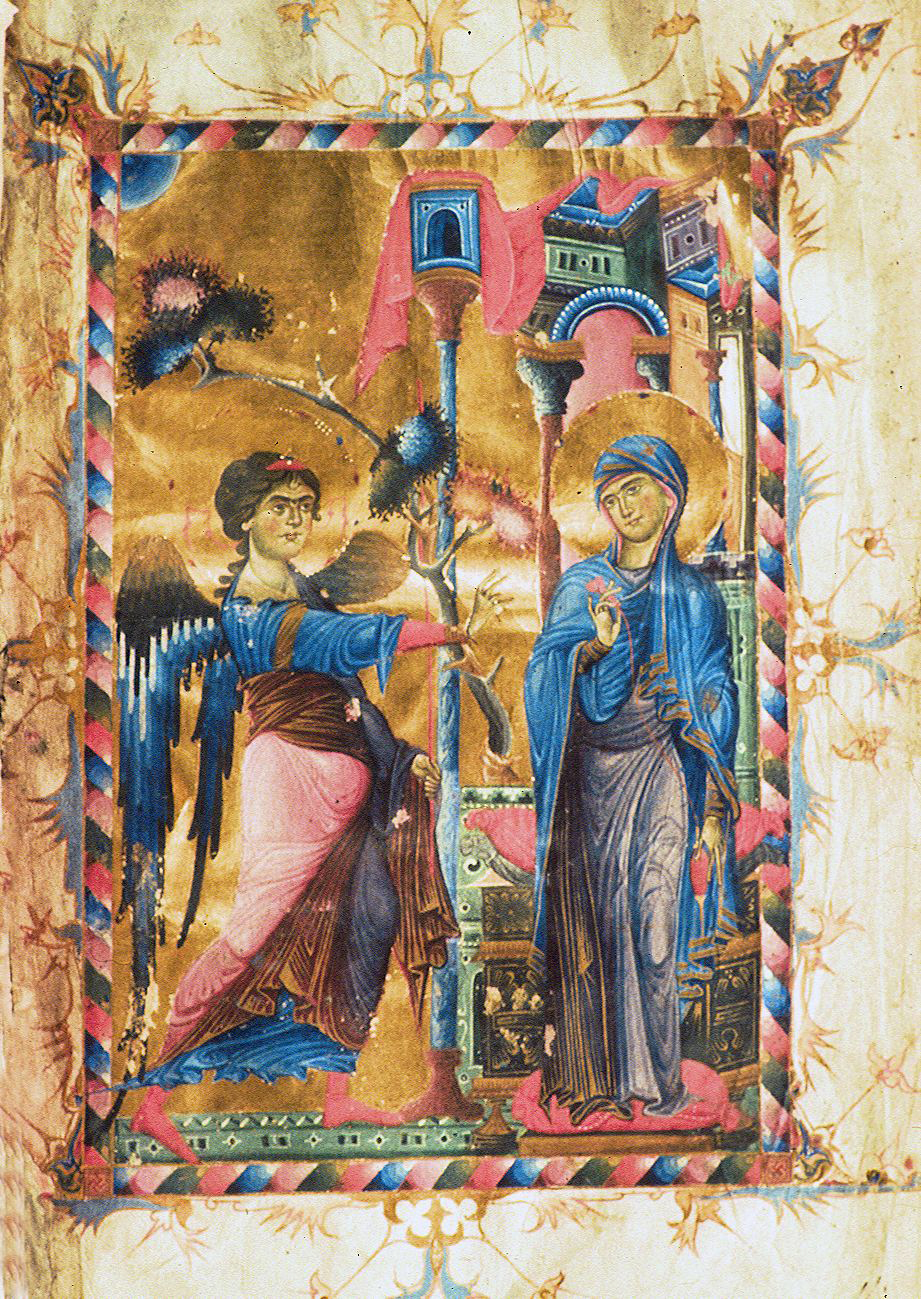
1287年的福音中的一幅插图

写本馆拥有17,000份写本及30,000份其他文档，涵盖了神学、哲学、史学史、历史、地理学、语法、艺术、美术史、医学和科学等广泛的主题。苏维埃政权统治的头十年，其收藏主要来自于瓦斯普拉干（土耳其东部凡城地区）和塔隆（土耳其东北部）一带的教会机构，亚美尼亚和苏联其他地区（如新纳希切万和第比利斯涅西斯神学院）的学校、修道院和教堂，莫斯科拉扎列夫东方语言研究所，大不里士亚美尼亚使徒教堂的主教長，伊朗Darashamb村，以及私人捐助。写本馆除了亚美尼亚语写本，还有总共超过2,000的阿拉伯语、波斯语、希伯来语、日语和俄语的历史文档。
1997年，马什托茨写本馆的古代写本藏品入选联合国教科文组织世界记忆计划名录。

## 相关

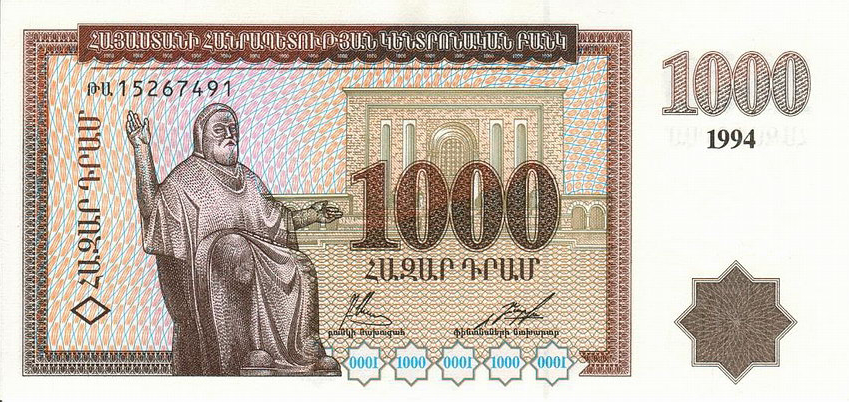
亚美尼亚1000德拉姆纸币正面

1990年10月31日，苏联发行一枚背面主体图案为马捷纳达兰研究所的5卢布纪念币，发行量为200万枚。
1993年11月22日，亚美尼亚推出第一套亚美尼亚德拉姆纸币，其中1000德拉姆的正面图案为圣梅斯罗布雕像和写本馆。

## 深入阅读
- Abgaryan, Gevork V. Մատենադարան (Matenadaran). 埃里温:亚美尼亚国出版社, 1962.（亞美尼亞文）